# Heterogynaidae
Famille
Genre
Les Heterogynaidae sont une petite famille d'hyménoptères, qui ne comprend que le seul genre Heterogyna. La classification de cette famille est encore problématique pour l'instant : aujourd'hui[Quand ?] classée comme famille, elle pourrait être bientôt[Quand ?] déplacée en tant que la sous-famille Heterogynainae des Crabronidae, à la suite des travaux de Ohl et Bleidorn. Le genre Heterogyna comprend les espèces suivantes :
- Heterogyna botswana (Day, 1984)
- Heterogyna fantsilotra (Day, 1984)
- Heterogyna kugleri (Argaman, 1985)
- Heterogyna madecassa (Day, 1984)
- Heterogyna nocticola (Ohl in Ohl and Bleidorn, 2006)
- Heterogyna polita (Antropov and Gorbatovskiy, 1992)
- Heterogyna protea (Nagy, 1969)
- Heterogyna ravenala (Day, 1984)